# Česká fotbalová liga 2020/2021
Česká fotbalová liga 2020/21 byla 30. ročníkem České fotbalové ligy, která spolu s Moravskoslezskou fotbalovou ligou tvoří 3. úroveň v systému fotbalových soutěží. Je řízena Fotbalovou asociací České republiky. Sezona byla předčasně ukončena z důvodu pandemie covidu-19.
Liga byla rozdělena na 2 skupiny po 16 týmech. Mělo se odehrát 30 zápasů systémem každý s každým doma–venku. Po třiceti odehraných kolech se měli utkat vítězové obou skupin o jedno postupové místo do druhé ligy.

## Skupina A

### Týmy
| Týmy                          | Stadiony                    | Kapacita |
| ----------------------------- | --------------------------- | -------- |
| 1. FK Příbram „B“             | —                           | —        |
| AC Sparta Praha „B“           | Velký strahovský stadion    | —        |
| FC Písek                      | —                           | —        |
| FC Slavia Karlovy Vary        | —                           | —        |
| FC Viktoria Plzeň „B“         | —                           | —        |
| FK Admira Praha               | —                           | —        |
| FK Baník Sokolov 1948         | Stadion FK Baník Sokolov    | 5 000    |
| FK Králův Dvůr                | —                           | —        |
| FK Loko Vltavín               | —                           | —        |
| FK Motorlet Praha             | —                           | —        |
| Povltavská fotbalová akademie | —                           | —        |
| SK Benešov                    | U Konopiště                 | 3 000    |
| SK Rakovník                   | —                           | —        |
| SK Slavia Praha „B“           | Sportovní areál Na Chvalech | 3 500    |
| Sokol Hostouň                 | —                           | —        |
| TJ Jiskra Domažlice           | —                           | —        |

### Tabulka
| Poř. | Tým                           | Z | V | VP | PP | P | VG | OG | B  |
| ---- | ----------------------------- | - | - | -- | -- | - | -- | -- | -- |
| 1.   | AC Sparta Praha „B“           | 8 | 7 | 0  | 0  | 1 | 32 | 6  | 21 |
| 2.   | TJ Jiskra Domažlice           | 7 | 6 | 0  | 0  | 1 | 24 | 9  | 18 |
| 3.   | FC Viktoria Plzeň „B“         | 8 | 5 | 1  | 0  | 2 | 15 | 17 | 17 |
| 4.   | FK Loko Vltavín               | 8 | 5 | 0  | 0  | 3 | 17 | 10 | 15 |
| 5.   | FK Admira Praha               | 7 | 5 | 0  | 0  | 2 | 13 | 8  | 15 |
| 6.   | FK Motorlet Praha             | 8 | 3 | 0  | 3  | 2 | 13 | 11 | 12 |
| 7.   | SK Benešov                    | 8 | 4 | 0  | 0  | 4 | 13 | 14 | 12 |
| 8.   | FC Písek                      | 6 | 3 | 1  | 0  | 2 | 11 | 8  | 11 |
| 9.   | FC Slavia Karlovy Vary        | 6 | 3 | 1  | 0  | 2 | 8  | 8  | 11 |
| 10.  | SK Slavia Praha „B“           | 7 | 3 | 0  | 1  | 3 | 18 | 14 | 10 |
| 11.  | FK Králův Dvůr                | 8 | 2 | 1  | 1  | 4 | 9  | 15 | 9  |
| 12.  | Sokol Hostouň                 | 7 | 3 | 0  | 0  | 4 | 7  | 15 | 9  |
| 13.  | Povltavská fotbalová akademie | 8 | 2 | 1  | 0  | 5 | 14 | 13 | 8  |
| 14.  | SK Rakovník                   | 8 | 2 | 0  | 0  | 6 | 9  | 18 | 6  |
| 15.  | 1. FK Příbram „B“             | 8 | 1 | 0  | 0  | 7 | 7  | 22 | 3  |
| 16.  | FK Baník Sokolov 1948         | 6 | 0 | 0  | 0  | 6 | 1  | 23 | 0  |

### Nejlepší střelci
| Poř. | Hráč             | Tým                   | Gól |
| ---- | ---------------- | --------------------- | --- |
| 1.   | Petr Došlý       | TJ Jiskra Domažlice   | 8   |
| 1.   | Vojtěch Patrák   | AC Sparta Praha „B“   | 8   |
| 3.   | Petr Pejsa       | FK Loko Vltavín       | 7   |
| 4.   | Jaroslav Červený | SK Rakovník           | 6   |
| 4.   | Kryštof Krátký   | FC Viktoria Plzeň „B“ | 6   |
| 4.   | Daniel Turyna    | AC Sparta Praha „B“   | 6   |
| 7.   | Michal Douděra   | FK Admira Praha       | 4   |
| 7.   | Tomáš Froněk     | FC Písek              | 4   |
| 7.   | Kamil Kulhavý    | Sokol Hostouň         | 4   |
| 7.   | Abdallah Sima    | SK Slavia Praha „B“   | 4   |

## Skupina B

### Týmy
| Týmy                      | Stadiony | Kapacita |
| ------------------------- | -------- | -------- |
| Bohemians Praha 1905 „B“  | —        | —        |
| FC Hradec Králové „B“     | —        | —        |
| FC Slovan Liberec „B“     | —        | —        |
| FK Dukla Praha „B“        | —        | —        |
| FK Chlumec nad Cidlinou   | —        | —        |
| FK Jablonec „B“           | —        | —        |
| FK Mladá Boleslav „B“     | —        | —        |
| FK Pardubice „B“          | —        | —        |
| FK Přepeře                | —        | —        |
| FK Teplice „B“            | —        | —        |
| FK Zbuzany 1953           | —        | —        |
| SK Sokol Brozany          | —        | —        |
| SK Zápy                   | —        | —        |
| TJ Jiskra Ústí nad Orlicí | —        | —        |
| TJ Slovan Velvary         | —        | —        |
| TJ Sokol Živanice         | —        | —        |

### Tabulka
| Poř. | Tým                       | Z | V | VP | PP | P | VG | OG | B  |
| ---- | ------------------------- | - | - | -- | -- | - | -- | -- | -- |
| 1.   | SK Zápy                   | 8 | 6 | 0  | 1  | 1 | 18 | 8  | 19 |
| 2.   | FK Chlumec nad Cidlinou   | 8 | 6 | 0  | 0  | 2 | 19 | 8  | 18 |
| 3.   | FK Přepeře                | 8 | 5 | 0  | 1  | 2 | 16 | 9  | 16 |
| 4.   | FK Zbuzany 1953           | 8 | 5 | 0  | 0  | 3 | 15 | 13 | 15 |
| 5.   | FK Mladá Boleslav „B“     | 8 | 5 | 0  | 0  | 3 | 16 | 15 | 15 |
| 6.   | FC Slovan Liberec „B“     | 8 | 4 | 0  | 1  | 3 | 22 | 16 | 13 |
| 7.   | SK Sokol Brozany          | 8 | 4 | 0  | 1  | 3 | 10 | 7  | 13 |
| 8.   | TJ Slovan Velvary         | 8 | 3 | 2  | 0  | 3 | 10 | 12 | 13 |
| 9.   | TJ Sokol Živanice         | 8 | 3 | 1  | 1  | 3 | 11 | 9  | 12 |
| 10.  | FK Jablonec „B“           | 7 | 4 | 0  | 0  | 3 | 13 | 13 | 12 |
| 11.  | TJ Jiskra Ústí nad Orlicí | 8 | 3 | 0  | 1  | 4 | 12 | 15 | 10 |
| 12.  | FC Hradec Králové „B“     | 8 | 2 | 1  | 1  | 4 | 11 | 13 | 9  |
| 13.  | FK Pardubice „B“          | 8 | 2 | 1  | 0  | 5 | 9  | 15 | 8  |
| 14.  | FK Dukla Praha „B“        | 8 | 2 | 1  | 0  | 5 | 12 | 22 | 8  |
| 15.  | FK Teplice „B“            | 7 | 0 | 2  | 1  | 4 | 7  | 16 | 5  |
| 16.  | Bohemians Praha 1905 „B“  | 8 | 1 | 0  | 0  | 7 | 4  | 14 | 3  |

### Nejlepší střelci
| Poř. | Hráč                 | Tým                     | Gól |
| ---- | -------------------- | ----------------------- | --- |
| 1.   | Alessandro Angelozzi | FK Mladá Boleslav „B“   | 7   |
| 2.   | David Surmaj         | FK Zbuzany 1953         | 6   |
| 3.   | Nikolas Daníček      | FK Jablonec „B“         | 5   |
| 3.   | Tomáš Labík          | FK Chlumec nad Cidlinou | 5   |
| 3.   | Lukáš Magera         | SK Zápy                 | 5   |
| 3.   | Ladislav Martan      | FK Přepeře              | 5   |
| 3.   | Elvis Mashike Sukisa | FC Slovan Liberec „B“   | 5   |
| 3.   | Tadeáš Zeman         | FK Zbuzany 1953         | 5   |